# Antonella Terenzi
Antonella Terenzi (Roma, 28 dicembre 1965) è una nuotatrice artistica italiana.

## Biografia
Nata a Roma nel 1965, a 18 anni ha partecipato ai Giochi olimpici di Los Angeles 1984, i primi dove erano presenti le gare di nuoto sincronizzato, nel solo, terminando le qualificazioni al 14º posto con 165.033 punti, non riuscendo a qualificarsi per la finale, alla quale accedevano le prime 8.Comunque detiene ben 21 tittoli italiani assoluti e di categoria negli esercizi obbligatori, nel singolo, nel doppio e nella squadra dal 1982 al 1985. È medaglia di bronzo al valore sportivo nel 1985